# Alaixéievka
Alaixéievka (en rus: Алашеевка) és un poble de la República de Mordòvia, a Rússia, segons el cens del 2010 tenia 273 habitants, pertany al municipi d'Atiàixevo.